# Ernst Brandner
Ernst Rudolf Brandner (* 4. Juli 1921 in Eibenberg, Tschechoslowakei; † 27. November 2015) war ein deutscher Musiker und Komponist.

## Leben
Der Sohn eines Textilkaufmannes aus der Nähe von Graslitz besuchte in den ausgehenden 1930er Jahren eine private Musikschule. Er erlebte den Anschluss des Sudetenlandes an Deutschland und reiste bis Kriegsausbruch 1939 als Musikartist auf Gastspielreisen kreuz und quer durch Europa (Dänemark, Schweden, Schweiz, Italien). Nach seinem Kriegsdienst von 1940 bis 1945 etablierte Brandner sein eigenes Orchester, mit dem er auch Schallplatten aufnahm. 1947 siedelte er nach München um und gehörte bis 1952 als Saxophonist dem Tanzorchester Ernst Jäger an. Nebenbei komponierte er auch Schlager wie Sailor’s Boogie und E. B. Mambo.
Zu dieser Zeit hatte Ernst Brandner bereits erste Kontakte zum Film geknüpft. Zu seinen frühen Arbeiten zählen vor allem Kompositionen für Märchen- und andere kindgerechte Filmstoffe. Von Ende der 1950er Jahre bis in die frühen 1970er Jahre hinein blieb Brandner dem Kino weitgehend fern; gelegentlich schrieb er die Musik zu Industrie- und Werbe- wie auch zu Animationsfilmen Ferdinand Diehls. Erst mit der Renaissance des deutschen Heimatfilms Anfang der 1970er Jahre wurde Brandner als Filmkomponist reaktiviert und schrieb in den Jahren 1973 bis 1977 die Musiken sämtlicher Produktionen Horst Hächlers.
Brandner beherrschte auch die Violine und das Xylophon.

## Filmografie
- 1950: Immer wieder Glück
- 1951: Spuk mit Max und Moritz
- 1952: Der Flaschenteufel
- 1954: Kaspers Abenteuer in der Türkei
- 1954: Kaspers Reise zu den Zwergen
- 1955: Der Teufel mit den drei goldenen Haaren
- 1957: Das Schloß in Tirol
- 1959: Moderne Technik im Schein des Lichtbogens (Dokumentarfilm)
- 1960: … und keiner schämte sich
- 1962: Asta-Arzneimittel (kurzer Industriewerbefilm)
- 1964: Der Fund (Zeichentrickkurzfilm)
- 1964: Zirkus (Zeichentrickkurzfilm)
- 1964: Der Anfang ist gemacht (Dokumentarkurzfilm)
- 1964: Geburtstagsständchen (Zeichentrickkurzfilm)
- 1971: Carlos
- 1972: Das letzte Paradies
- 1973: Schloß Hubertus
- 1974: Frühling auf Immenhof
- 1974: Der Jäger von Fall
- 1974: Zwei himmlische Dickschädel
- 1975: Der Edelweißkönig
- 1976: Das Schweigen im Walde
- 1977: Waldrausch
- 1979: Götz von Berlichingen mit der eisernen Hand
- 1982: Blut und Ehre – Jugend unter Hitler (Fernsehmehrteiler)
- 1983: Waldheimat (Fernsehmehrteiler)
- 1983: Tatort – Roulette mit 6 Kugeln
- 1985: Christopher Columbus
- 1989: Petticoat – Geschichten aus den Fünfzigern (Fernsehserie)